# Beverly Beach
Beverly Beach est une ville dans l’État de Floride, aux États-Unis.

## Démographie
| 1960 | 1970 | 1980 | 1990 | 2000 | 2010 |
| ---- | ---- | ---- | ---- | ---- | ---- |
| 9    | 21   | 217  | 312  | 547  | 338  |